# セグレタ
Segreta（セグレタ）とは花王が販売するヘアケア及びヘアスタイリング剤のブランド。キャッチコピーは「大人だけが　手に入れられる　艶がある。」2007年4月27日発売。

## 概要
石榴、真珠、薔薇、王乳（ローヤルゼリー）、按葉（ユーカリ）のGlossy Hair Spiceとよばれる成分を配合。
見た目だけではなく、指先でも上質な艶を感じる髪へと導くシリーズ。
商品コンセプトが似ていることや、ターゲット、発売日が近いことからP&Gの「パンテーン クリニケア」のライバル商品とされていた。

## 歴史
- 2007年
  - 4月27日 - 「セグレタ」新規発売。当初はシャンプー、コンディショナー、トリートメント、スカルプエッセンスの4アイテム。
  - 10月27日 - ヘアエステ、ヘアエマルジョンを追加発売。
- 2008年
  - 6月14日 - シャンプー、コンディショナー、トリートメントをリニューアル発売。「新S-MEA処方」を採用した。
  - 9月27日 - グロッシー・ヘア・ウォーター、グロッシー・ヘア・オイルを追加発売。
- 2009年
  - 9月19日 - 薬用育毛剤「地肌エステ」を発売。併せて、シャンプー、コンディショナー、トリートメントをリニューアル発売。「根元リフティング処方」を採用。また、シャンプーとコンディショナーはポンプサイズの内容量を変更（500ml→480ml）し、つめかえ用を追加した。
  - 11月 - シャンプー、コンディショナーに業務用10L入りを追加発売。
- 2010年
  - 2月13日 - ヘアエステをリニューアル発売。
  - 10月30日 - 地肌コンディショナー、地肌マッサージャー及び地肌コンディショナーと地肌マッサージャーのセット品の3アイテムを追加発売。同時に地肌エステのパッケージデザインをリニューアル。
- 2011年
  - 9月24日 - 洗い流さないタイプのトリートメントが刷新され、新たに「根元からふんわり美容液」、「毛先までまとまる美容ミルク」、「髪サラッとつややか美容オイル」の3種類を発売。併せて、シャンプー、コンディショナー、トリートメント、ヘアエステをリニューアル発売。シャンプー・コンディショナー・トリートメントは従来から配合されている5つの天然由来成分で構成される「髪と地肌の美容液成分」に、シャンプーにはリンゴ酸を、コンディショナーとトリートメントには乳酸とラノリン脂肪酸をそれぞれ追加した「髪と地肌の美容液成分EX」に強化した。
- 2013年
  - 9月21日 - シャンプー ふっくら仕上げを発売。
- 2014年
  - 3月22日 - シャンプー・コンディショナーを「ハリ・つやシリーズ」に刷新しリニューアル発売。従来の処方にイソフラボンを含有するダイズを加えた「髪と地肌の美容液成分α」に進化。また、サイズラインナップを見直し、これまでのレギュラーサイズ（200ml）を廃止し、2013年9月発売の「シャンプー ふっくら仕上げ」と同じ内容量（本体360ml/つめかえ用285ml）・容器に統一してコンパクトサイズとなった。併せて、約6回分ミニボトル入りの「ハリ・つやシリーズ シャンプー&コンディショナー ミニセット」と「髪の美容液 ふっくら仕上げ」を発売した。
  - 9月 - トリートメント・ヘアエステに「髪と地肌の美容液成分α」を配合してリニューアルし、「ハリ・つやシリーズ」に編入。
  - 9月20日 - 新ラインとなる「髪と地肌の美髪ケア」3アイテム（地肌クレンジングシャンプー・地肌と髪のジェルトリートメント・髪を育むスプレー）を発売し、同時に、「地肌エステ」を「地肌エッセンス」に改名しリニューアル発売。
- 2015年
  - 3月 - 「ハリ・つやシリーズ シャンプー」、「ハリ・つやシリーズ コンディショナー」、「ハリ・つやシリーズ シャンプー&コンディショナー ミニセット」、「シャンプー ふっくら仕上げ」を「ふっくらボリューム」シリーズに改名してパッケージリニューアル。
  - 9月19日 - 「ふっくらボリューム 1本で仕上がるシャンプー」をリニューアル。併せて、ブランド初のヘアスタイリング剤「ふっくら仕上げのスタイリング」を発売。
- 2016年
  - 3月3日 - 台湾での発売を開始（ブランド初の海外進出）。ラインナップは「ふっくらボリューム」シリーズ3種（シャンプー、コンディショナー、1本で仕上がるシャンプー）で、いずれも本体のみの設定である。
  - 9月3日 - 「ふっくらボリューム」シリーズ（シャンプー、コンディショナー、1本で仕上がるシャンプー）をリニューアルし、「ハリ・つやシリーズ」で発売されていたトリートメントも「ふっくらボリューム」シリーズに編入してリニューアル。香りはアロマティックローズに変更した（1本で仕上がるシャンプーは香りの変更のみ）。併せて、シャンプー・コンディショナー・1本で仕上がるシャンプーのつめかえ用は「エッセンシャル」や「メリット」に採用されている新型つめかえ容器「ラクラクecoパック」に変更した（内容量は従来品と同量の285ml）。
- 2017年
  - 3月18日 - ヘアスタイリング剤「乾かすだけでふっくらミスト」、「軽やかにまとまるオイル」を発売。同時に、「ふっくら仕上げのスタイリング」は香りをアロマティックローズに変更し、「ふっくら仕上がるスプレー」に改名してリニューアル。
  - 夏 - 「ふっくらボリューム」シリーズ（シャンプー、コンディショナー、トリートメント）を「美活チャージ」に製品名を変更（自然切替）。
- 2018年
  - 4月21日 - シャンプー・コンディショナー・マッサージクリーム一体のクリームタイプの洗髪料・髪と地肌のトリートメント「地肌も髪も洗えるマッサージクリーム」を発売。
  - 春 - 「地肌からの美髪ケア」シリーズの一部製品の製造終了に伴い、唯一継続販売となったスプレータイプの育毛剤「地肌からの美髪ケア 髪を育むスプレー」を「髪を育むスプレー」に製品名を変更し、パッケージデザインをリニューアル（自然切替）。
  - 9月29日 - シャンプー・コンディショナーをリニューアル（同時に製品名が約4年半ぶりに発売当初の名称に戻る）。組成変更がされたほか、本体はダイヤモンドカットが施された形状となり、内容量が増量（本体:360ml → 430ml、つめかえ用:285ml → 340ml）された。併せて、トリートメント・ヘアパック・ふっくらボリューム 1本で仕上がるシャンプー・髪の美容液 ふっくら仕立てもパッケージデザインが変更され、トリートメントは組成変更もされた（秋に自然切替）。
  - 冬 - ヘアスタイリング剤3種（乾かすだけでふっくらミスト、ふっくら仕上がるスプレー、軽やかにまとまるスプレー）をパッケージリニューアル（自然切替）。デザインが統一され、白～赤紫色のグラデーションデザインとなる。
- 2019年
  - 3月23日 - ヘアスタイリング剤「カーラーでふっくら仕上げウォーター」を発売。
  - 4月20日 - 「地肌も髪も洗えるマッサージ美容クリーム」をリニューアル。パッケージデザインが変更された。
- 2020年
  - 秋 - 育毛剤2種（髪を育むスプレー、育毛エッセンス）をパッケージリニューアル（自然切替）。「髪を育むスプレー」は柄入りのパッケージデザインに刷新、育毛エッセンスは外装が紙箱に変更された。
  - 10月10日 - 噴射剤に炭酸ガスを使用した泡で出てくるタイプ「プレミアムスパフォーム シャンプー」、「プレミアムスパフォーム コンディショナー」を発売。
- 2021年
  - 3月20日 - エアゾールタイプの育毛ローション「育毛スプレー ボリュームケア」を発売（一部ECサイトでは2月より先行発売）、「ふっくらボリューム 1本で仕上がるシャンプー」を「1本でトップふっくら毛先まとまるシャンプー」に改名しリニューアル（ミニサイズは同年春に自然切替）、洗い流さないトリートメント「髪の美容液 ふっくら仕上げ」はパッケージデザインを変更しリニューアル。
- 2023年
  - 9月30日 - シャンプーとコンディショナーの新ライン「うねる髪もまとまる」を発売。これに伴い、既存のシャンプー・コンディショナーに「根元からふんわり」のライン名が付き、パッケージリニューアル（「根元からふんわり」は自然切替）。

## ラインナップ
従来、パッケージには業務用を除き「花王」のシンボルマークは表記されていなかったが、2010年から順次「kao」のシンボルマークが表記されるようになる（2010年8月時点で現行商品全アイテムに表記済）。また、シャンプー、コンディショナー、グロッシー・ヘア・ウォーターのつめかえ用には2009年6月に制定された環境宣言「いっしょにeco」もあわせて表記されている（なお、同じくパッケージに「花王」のシンボルマークを表記していなかったアジエンスでも同様の動きが見られる）。

### 製造終了品
- シャンプー&コンディショナー ミニセット - シャンプーとコンディショナーのミニサイズ（60ml）をセットにしたもの。2023年9月末製造終了。
- 1本でトップふっくら毛先まとまるシャンプー - 60mlのミニボトルのみ2023年9月末製造終了。ポンプとつめかえ用は継続発売。
- 地肌コンディショナー - 地肌に直接つけてマッサージをするタイプのコンディショナー。2014年9月製造終了
- 地肌マッサージャー - 地肌に使用するマッサージャー。地肌コンディショナーとセットで使用する。2014年9月製造終了
- 地肌コンディショナー&地肌マッサージャーセット - 地肌コンディショナーと地肌マッサージャーのセット品。2014年9月製造終了
- 地肌も髪も洗えるマッサージ美容クリーム -　60mlのミニボトルのみ2022年9月末製造終了。ポンプとつめかえ用は継続発売。
- 地肌からの美髪ケア 地肌クレンジングシャンプー【医薬部外品】 - 男性向けの「サクセス 薬用シャンプー(S1/S2)」同様、ダイレクトタッチノズルが採用されており、つめかえ用は本体容量（200ml）の2倍以上となる420ml入りのボトルタイプであった。2018年4月製造終了。
- 地肌からの美髪ケア 髪と地肌のジェルトリートメント - 2018年4月製造終了
- スカルプエッセンス【医薬部外品】 - 「地肌エステ」の発売に伴い、2009年9月製造終了
- グロッシー・ヘア・ウォーター - 「根元からふんわり美容液」発売に伴い、2011年9月末製造終了
- ヘアエマルジョン - 「毛先までまとまる美容ミルク」発売に伴い、2011年9月末製造終了
- グロッシー・ヘア・オイル - 「髪サラッとつややか美容オイル」発売に伴い、2011年9月末製造終了
- 根元からふんわり美容液 - ミストタイプの洗い流さないトリートメント。「グロッシー・ヘア・ウォーター」の後継商品で、つめかえ用も設定されていた。ヘアスタイリング剤「乾かすだけでふっくらミスト」へ継承のため、2017年3月製造終了
- 毛先までまとまる美容ミルク - ミルクタイプの洗い流さないトリートメント。「ヘアエマルジョン」の後継製品。2017年3月製造終了
- 髪サラッとつややか美容オイル - オイルタイプの洗い流さないトリートメント。「グロッシー・ヘア・オイル」の後継商品。ヘアスタイリング剤「軽やかにまとまるオイル」へ継承のため、2017年3月製造終了
- カーラーでふっくら仕上げウォーター - カーラーを使用するミストタイプのヘアスタイリング剤。2023年9月末製造終了。

## CM
「アジエンス」などと同様、「花王」のロゴやネーミングが一切出されず、セグレタの商品としての個性を出しているCMであったが、衛星放送で放映されている「シャンプー・コンディショナー　ビューティートーク篇」では「花王」のロゴやネーミングが特例として出されているほか、2010年2月から放映の「散歩」篇でも「Kao」のロゴマークが表示される。
従来は以下の通りであった。
- イメージキャラクター:クリスティー・ターリントン(アメリカのモデル)
- イメージソング:スウィング・アウト・シスター(UKのグループ)　「シークレット・ラヴ」、覚醒編・ヘアエステ編は美・サイレント(歌:ケイコ・リー)

2009年9月の製品リニューアルに伴い、CMも刷新され、新たに当社のピュオーラのCMタレントでもある真矢みきを起用した。但し、「シャンプー・コンディショナー　ビューティートーク篇」ではDJ・フリーアナウンサーの坂上みきも登場する。
2013年9月に新製品が発売されたことに伴ってCMキャラクターが交代となり、「シャンプー ふっくら仕上げ（現・ふっくらボリューム 1本で仕上がるシャンプー）」には竹下景子を起用。さらに、2014年3月からは「ハリ・つやシリーズ」に薬師丸ひろ子が起用されていた（この時点で製品別に異なるイメージキャラクターが起用されることとなる）。
2014年9月に発売された「髪と地肌の美髪ケア」のCMには瀬戸朝香を起用。
2015年3月に「ハリ・つやシリーズ」を「ふっくらボリューム」に改名したことに伴って「ふっくらボリューム」のイメージキャラクターを交代し、早見優を新たに起用した。
2016年9月には「ふっくらボリューム」シリーズのリニューアルに伴ってイメージキャラクターを交代し、大塚寧々を新たに起用した。
2017年夏に「ふっくらボリューム」シリーズを「美活チャージ」に改名したことに伴って「美活チャージ」のイメージキャラクターが交代となり、前田典子と三浦りさ子が新たに起用された。
2023年9月に新ライン「うねる髪もまとまる」の発売に伴ってイメージキャラクターが交代となり、柴咲コウが新たに起用された。